# 往港特別證明書
往港特別證明書（葡萄牙語：Documento especial para deslocar à RAEHK），是澳門特別行政區政府治安警察局居留及逗留事務廳為非合資格或未領取有效前往香港特別行政區之旅行證件，但因緊急情況必須赴港的澳門居民，而簽發的一種一次性有效的特殊證明書。

## 樣式
該證明書是單頁A4紙制式的文件，除擡頭及落款外，均用英文書寫。雖然澳門政府稱該文件為往港特別證明書，但證明書上并無相關字樣。以英文書就的文件標題是“Residence and Stay Affairs Department STATEMENT”，字面意義為“居留及逗留事務廳陳述書”。

## 申請
申請人需要填妥申請表（DARP/SP M-8)，附上申請人的澳門居民身份證影本及近照。此外，由於該證件是緊急旅行證件，申請人需提供急需往港的證明文件：如屬緊急往港就醫者，所指之文件為澳門仁伯爵綜合醫院（山頂醫院）轉介香港治療之公函/醫生證明；如屬往港探望病危親人或奔喪者，利害關係人必須為病者或死者之直系親屬，並提供親屬關係證明及相關文件。申請費用全免。

## 另見
- 入境身份陳述書